# Жюбиналь, Ахилл
Ахилл Жюбиналь (фр. Achille Jubinal), полное имя Мишель-Луи-Акилле Жюбиналь (24 октября 1810, Париж — 23 декабря 1875 в Париже) — историк, лингвист, археолог, французский политический деятель.

## Биография
Ахилл Жюбиналь родился 24 октября 1810 года в Париже в семье выходцев из Верхних Пиреней. Увлечение с детских лет историей и археологией позволило ему стать слушателем Национальной школы хартий, специализирующейся на вспомогательных исторических дисциплинах.
После окончания школы он в течение нескольких лет посвящает себя изучению средневековых литературных рукописей и гобеленов и в период с 1834 по 1845 годы, публикует целый ряд научных работ, посвященных этой тематике. Публикации приносят ему известность.

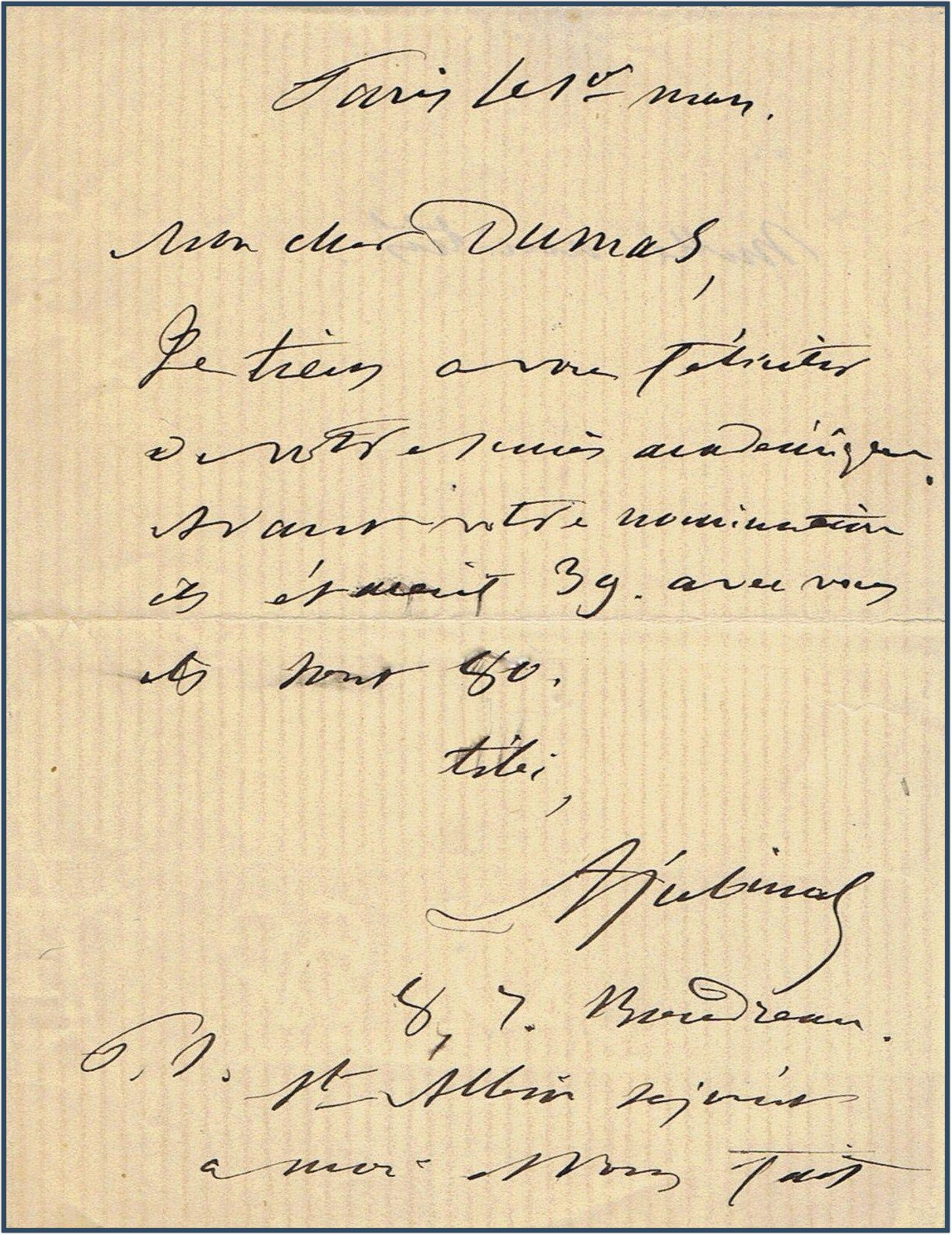
Ахилл Жюбиналь, письмо Александру Дюма (сыну) с поздравлением с избранием во Французскую Академию (1874)

В 1839 году он становится профессором зарубежной литературы филологического факультета Монпелье.
Ахилл Жюбиналь проявляет политическую активность и избирается депутатом законодательного корпуса от Верхних Пиреней, занимая этот пост в 1852—1863 годах.
Жюбиналь известен как меценат. Он способствовал развитию музеев и библиотек в районе Баньер-де-Бигор от которого он был избран. Местная библиотека, основанная в 1854 году, к 1857 году насчитывала тысячи томов, многие из которых были подарены им самим. Он призывал и других состоятельных граждан последовать его примеру.
Уже после его смерти коллекция книг, первоначально расположенная на втором этаже бывшей мэрии, была перенесена в три специально оборудованных помещения.
Ахилл Жюбинал сочетался браком с Hortense de Corbeau Saint-Albin. Их дочь Амели была замужем за историком и романистом Жоржем Дюрюи.

## Дюма
Мишель-Луи-Акилле Жюбиналь дружил с Александром Дюма отцом.
В 1854—1856 годах Александр Дюма для придания солидности своему журналу «Мушектер» привлекал его для написания заметок и статей.
Он также дружил и с Дюма сыном. В историю вошел фрагмент его письма, написанного в 1874 года, в котором он поздравляет Александра Дюма с его избранием во Французскую Академию. Как известно, академия состояла из 40 членов и Жюбиналь, отмечая заслуги Дюма перед французской общественностью, выразился следующим образом:

«Поздравляю с академическим успехом, до вашего назначения их было 39, с вами, их — 80…»

Ахиллес Жюбиналь умер 23 декабря 1875 года в Париже в возрасте 65 лет, оставив после себя значительное научное наследие.
За заслуги перед государством Ахилл Жюбиналь в 1863 году награждён Орденом Почетного легиона.

## Память
Именем Ахиллеса Жюбиналь названы улица в Тарбе и местность в Баньер-де-Бигоре.

## Публикации
- Jongleurs et trouvères ou choix de saluts, épitres, rêveries et autres pièces légères des XIIIe et XIVe siècles publié pour la première fois par Achille Jubinal d’après les manuscrits de la Bibliothèque du Roi Paris, J. Albert Merkelein, 1835.
- La legende latine de S. Brandaines, avec une traduction inedite en prose et en poesie romanes par Achille Jubinal (1836) disponible sur Google Livres.
- La Armeria Real ou collection des principales pièces de la galerie d’armes anciennes de Madrid. Frontispice, lettres ornées, culs de lampe par M. Victor Sansonetti. Gravures sur bois par M. Faxardo, sur pierre, sur cuivre, sur acier par les meilleurs artistes de Paris. 3 volumes. Paris, Au Bureau des anciennes tapisseries historiées & Paris Chez Didron, 1837—1861. Avec des dessins de Gaspare Sensi.
- Mystères inédits du XVe siècle. 1837. Slatkine Reprints, Genève, 1977.
- La tapisserie de Bayeux, représentant la conquête de l’Angleterre par les Normands, en l’année 1066. Édition variorum dédiée à l’Académie des inscriptions et belles-lettres. Paris, Au bureau des anciennes tapisseries et du musée d’artillerie espagnol, 1838.
- Nouveau recueil de contes, dits, fabliaux et autres pièces inédites des XIIIe, XIVe et XVe siècles, pour faire suite aux collections de Legrand d’Aussy, Barbazan et Méon, mis au jour pour la première fois d’après les manuscrits de la bibliothèque du roi. 1839—1842. Slatkine Reprints, Genève, 1975. 2 volumes. Il s’agit d’un recueil de textes médiévaux qui n’avaient encore jamais vu le jour et qui sont publiés ici textuellement d’après les manuscrits. Ils contiennent entre autres deux poésies concernant le vin : Le martyre de Saint Bacchus (t.1., Paris à 265), daté de 1313, et un autre poème intitulé La Desputoison du Vin et de l’eau. (t.1., Paris à 311). Le premier est un long poème en vers octosyllabes qui célèbre le dieu Bacchuus et chante la beauté des vignobles, avec des digressions mystiques. Le deuxième apporte des références aux vins de Beaune, d’Auxerre et surtout de Saint-Pourçain, aux vins de Gascogne, aux vins du Nivernais, etc.
- Les Anciennes tapisseries historiées. Tapisseries de Dijon et du Chevalier Bayard, représentant l’une le siège de Dijon par les Suisses, en 1513, l’autre l’Illiade en souliers à la poulaine. Dijon, 1840.
- Lettres à M. Le Comte de Salvandy sur quelques-uns des manuscrits de la Bibliothèque royale de la Haye. Paris, 1846.